# Oedosmylus parvus
Oedosmylus parvus is een insect uit de familie watergaasvliegen (Osmylidae), die tot de orde netvleugeligen (Neuroptera) behoort.
Oedosmylus parvus is voor het eerst wetenschappelijk beschreven door New in 1990. De soort komt voor in New South Wales (Australië).